# Pachnocybaceae
Pachnocybaceae är en familj av svampar. Pachnocybaceae ingår i ordningen Pachnocybales, klassen Pucciniomycetes, divisionen basidiesvampar och riket svampar.
| Pachnocybaceae | \| \| Pachnocybe \| \| \| \| |
|                | \| \| Pachnocybe \| \| \| \| |
|                | Pachnocybe                   |
|                |                              |

|  | Pachnocybe |
|  |            |